# Plugue
Plugue é um programa da TV Rio Sul (afiliada da TV Globo no sul do estado do Rio de Janeiro) cujo público alvo são os jovens. O programa, que estreou em 09 de dezembro 2011, tem apresentação de Diana Sabadini e Rovany Araújo, e é exibido aos sábados, as 14:20 hs.
Em 2014, o programa foi agraciado com o Prêmio Macedo Miranda na categoria audiovisual, por conta da série "Temos Vagas".